# Bahamas Basketball Federation
Der Bahamaische Basketballverband ist der offizielle Basketballverband auf den Bahamas. Er hat seinen Sitz in Nassau.

## Geschichte und Aufgaben
Der Verband ist seit 1962 Mitglied der Fédération Internationale de Basketball (FIBA) und damit auch Mitglied der FIBA Amerika.
Präsident des Verbandes ist zur Zeit Eugene Horton. Seine/Ihre Generalsekretärin ist Latoya Silver.
Der Verband ist für die Organisation, Leitung und Entwicklung des Basketballsports auf den Bahamas verantwortlich. Der Verband vertritt den Basketballsport gegenüber Behörden sowie nationalen und internationalen Sportorganisationen.
Zusätzlich verteidigt der Verband auch die moralischen und materiellen Interessen des Bahamaischen Basketballs. Der Verband organisiert die Nationale Meisterschaft und ist für die Bahamaische Basketballnationalmannschaft und die Bahamaische Basketballnationalmannschaft der Damen verantwortlich.

## Fakten zum Verband
| Kriterium               | Fakten           |
| ----------------------- | ---------------- |
| Gründungsjahr           |                  |
| Jahr des FIBA-Beitritts | 1962             |
| Kontinental Verband     | FIBA Amerika     |
| Sitz des Verbandes      | Nassau (Bahamas) |
| Präsident               | Eugene Horton    |
| Generalsekretär         | Latoya Silver    |
| Höchste Liga            |                  |
| Sonstiges               |                  |